# Eduardo Catalão
Eduardo Vilas Boas Catalão (Ilhéus, 24 de janeiro de 1912 — 1 de maio de 2004, Salvador) foi um engenheiro agrônomo e político brasileiro.
Filho de Pedro Levirio Catalão e Belanísia Vieira Catalão, Eduardo Vilas Boas Catalão nasceu em Ilhéus, no interior do estado da Bahia, no ano de 1912. É irmão do também político Pedro Catalão, que foi prefeito de Ilhéus, Deputado estadual baiano e Deputado federal pelo estado.
Foi ministro da Agricultura no governo Café Filho, de 18 de maio a 9 de novembro de 1955, e no governo Nereu Ramos, de 9 de novembro de 1955 a 31 de janeiro de 1956.
Além de ministro, exerceu diversas outras funções públicas: deputado federal pela Bahia, representado o Partido Trabalhista Brasileiro (PTB) nas legislaturas de 1951 - 1955 e 1955 - 1959; secretário da Agricultura do estado da Bahia, período de abril a novembro de 1955, no governo de Antonio Balbino.
Em outubro de 1961, assumiu o cargo de diretor da Carteira de Crédito Geral do Banco do Brasil. Nas eleições de outubro de 1962 elegeu-se suplente de senador na chapa de Antônio Balbino, apoiada pela coligação do Partido Social Trabalhista (PST), Partido Trabalhista Nacional (PTN), Partido Social Democrático (PSD) e Partido Social Progressista (PSP).
Após abandonar a política,  passou a dedicar-se a atividades agropecuárias, (cultivo do cacau e criação de gado).  Faleceu na cidade de Salvador em 1º de maio de 2004.